# Distributed Computing Environment
Distributed Computing Environment (DCE), o también OSF DCE, es un sistema de software para computación distribuida, lanzado en 1990 por el consorcio OSF que estaba integrado por Apollo Computer (luego parte de Hewlett-Packard), IBM, Digital Equipment Corporation, entre otros.

## Arquitectura
OSF DCE es un conjunto de servicios que puede utilizarse separadamente o en combinación, en ambientes de desarrollo de computación distribuida. Los servicios son los siguientes,:
- Servicio de llamada a procedimiento remoto:[1] DCE Remote Procedure Call (DCE RPC).
- Servicio de Directorios:[3] DCE Directory Service, permite a usuarios y aplicaciones almacenar, retener y manipular información.
- Servicio de seguridad:[4] DCE Security Service, para proteger los recursos a accesos no autorizados.
- Servicio de hilos: DCE Threads, mecanismos para dar soporte multi-hilo en la ejecución de procesos, para desarrollar aplicaciones concurrentes cliente/servidor  en un ambiente distribuido.
- Servicio de tiempo: DCE Distributed Time Service sincroniza los tiempos en todas las partes de un ambiente distribuido.
- Sistema de archivos distribuido:[5] DCE Distributed File System (DCE DFS), provee la forma de almacenar y acceder a los datos en lugares remotos, extendiéndolo al sistema local de archivos.
- Servicio de soporte para computadoras sin disco local:[6] DCE Diskless Support Service.
- Servicio de integración a computadoras personales: Extiende el ambiente a las computadoras personales con sistemas operativos basados en MS-DOS, dando acceso a servicios de archivos e impresoras que son exportados por sistemas servidores unix.

DCE RPC es utilizado como único mecanismo de comunicación entre el cliente y el servidor en otros servicios que componen DCE: Servicio de tiempo, servicio de archivos distribuido, servicio de directorio y el servicio de seguridad.

## OSF DCE - Free DCE
Actualmente DCE es distribuida bajo la licencia LGPL por la organización The Open Group, consorcio formado a partir de la fusión de OSF y Unix International, con X/Open. Esta es la versión estandarizada para los integrantes de la organización, que a partir de ésta desarrollan sus distribuciones comerciales. La última versión es OSF DCE 1.2.2. También se lo denomina Free DCE por su licencia y puede descargarse del sitio oficial de la organización.

## Distribuciones comerciales de DCE

### IBM DCE
La distribución de IBM sostiene actualmente las siguientes versiones (licencia comercial):
- Versión 2.2 para Windows NT: Está basada en OSF DCE 1.2.2 y está diseñado para Windows NT 4.0. El software incluye bibliotecas runtime, CDS, servidor de seguridad, software de desarrollo de aplicaciones, cliente Slim, cliente DCE DFS. Además incluye, para Windows 95, bibliotecas runtime y software de desarrollo de aplicaciones.[7]
- Versión 2.2 para AIX
- Versión 3.1 para AIX y Solaris
- Versión 3.2 para AIX y Solaris

### HP DCE
HP DCE

fue desarrollado por Hewlett Packard para sus sistemas operativos OpenVMS: HP OpenVMS para sistemas VAX, y los sistemas operativos para servidore HP OpenVMS Alpha y HP OpenVMS I64. La última versión es HP DCE v3.2, basada en OSF DCE 1.2.2.

### Entegrity DCE y DFS
La compañía Entegrity Solutions en octubre de 2002 fue asignada por HP para vender, mantener y soportar las versiones de DCE y DFS para los sistemas operativos Tru64 UNIX y SC AlphaServer. Además de esto, provee versiones de DCE para la familia de sistemas operativos Windows y para los sistemas operativos Red Hat Linux y Red Hat Enterprise Linux.